# Chelonus erraticus
Chelonus erraticus är en stekelart som först beskrevs av Vladimir Ivanovich Tobias 1989.  Chelonus erraticus ingår i släktet Chelonus och familjen bracksteklar. Inga underarter finns listade i Catalogue of Life.